# Rita Ghedini
Rita Ghedini (Ferrara, 16 aprile 1960) è una dirigente d'azienda italiana.È stata Senatrice della Repubblica Italiana dal 2008 al 2014. Attualmente Presidente di Legacoop Bologna.

## Biografia
Dal 1987 al 1999 dipendente e socia di Cadiai Cooperativa Sociale di Bologna con ruoli nella gestione dei servizi socio educativi, nella progettazione, formazione e sviluppo. Dal 1999 assume le funzioni di direttore commerciale e poi ne diventa Presidente sino al 2008. Nel 2002 viene nominata Vice Presidente di Legacoop Bologna, l’Associazione di rappresentanza delle cooperative, delle imprese e degli enti bolognesi aderenti alla Lega Nazionale delle Cooperative e Mutue.
Dal 2006 al 2008 membro del Consiglio Direttivo di Fondazione Nomisma Terzo Settore.

### Elezione a senatore
Alle elezioni politiche del 2008 viene eletta al Senato della Repubblica, nelle liste del Partito Democratico nella circoscrizione Emilia-Romagna.
Alle elezioni politiche del 2013 viene rieletta senatrice.
Nel corso della XVI e XVII Legislatura è stata membro della Commissione Lavoro e Previdenza Sociale, della Commissione bicamerale per l’infanzia, della Commissione straordinaria per il controllo dei prezzi, della Commissione Politiche dell’Unione Europea; da marzo 2013 è stata Segretario d’Aula del proprio Gruppo Parlamentare.
Il 18 settembre 2014 Ghedini presenta le dimissioni dal Senato della Repubblica per poter assumere la presidenza di Legacoop Bologna.

### Legacoop Bologna, incarichi nel movimento cooperativo e altri incarichi
Dal 2014 è Presidente di Legacoop Bologna, l'Associazione di rappresentanza delle cooperative, delle imprese e degli enti bolognesi aderenti alla Lega Nazionale delle Cooperative e Mutue. È inoltre Presidente di Cooperare con LiberaTerra, l'associazione che dal 2006 sostiene lo sviluppo delle cooperative che gestiscono beni e terreni confiscati alle mafie.
È Presidente di Finanziaria Bolognese Fi.bo. Spa, holding di partecipazioni che sviluppa interventi nei confronti di società partecipate, sia in azioni di promozione (avvio di nuove iniziative imprenditoriali) sia in programmi di sviluppo che riguardano il riposizionamento, la qualificazione o la riorganizzazione di aziende esistenti.
Da maggio 2015 è Vice Presidente del Centro Italiano di Documentazione sulla Cooperazione e l'Economia Sociale, punto di riferimento nazionale per la conservazione e la diffusione della cultura cooperativa, recuperando e valorizzando la documentazione archivistica, bibliografica, audiovisiva e le fonti orali sulla nascita e l’evoluzione del movimento cooperativo italiano.
Da dicembre 2014 a luglio 2019 è presidente dell Cooperativa Murri, cooperativa di costruzioni bolognese.
Da luglio 2018 è componente del Consiglio Camerale della Camera di commercio, industria, artigianato e agricoltura di Bologna.
Da ottobre 2019 è membro del Consiglio d'Amministrazione della Fondazione Fico, operativa all'interno del FICO Eataly World, al fine di promuovere l'educazione alimentare e il consumo consapevole.
Dal maggio 2020 è Presidente di Assicoop Bologna Metropolitana Spa, Agente Generale UnipolSai Assicurazioni per Bologna, Imola.
Il 1 febbraio 2021 è stata confermata alla presidenza dell'Alleanza delle Cooperative Italiane di Bologna, l'associazione che rappresenta le cooperative aderenti a Legacoop Bologna, Confcooperative Bologna e Agci Bologna.

## Vicende giudiziarie
Nel 2015 viene iscritta nel registro degli indagati assieme ad altre sei persone per presunte pressioni su Isabella Conti, sindaco di San Lazzaro di Savena, che aveva bloccato la cosiddetta "colata Idice", un maxi-progetto immobiliare da 582 alloggi, del valore di 300 milioni di euro, da costruirsi su di un'area verde del comune. Nel 2016 la Procura di Bologna ha chiesto l'archiviazione delle indagini. Nel febbraio 2020 il Tar diede ragione al comune guidato dalla Conti respingendo le richieste di risarcimento (20 milioni di euro) chiesti dalle imprese. Nel novembre 2021, il Consiglio di Stato archivia l'indagine per mancanza di rilievo penale delle condotte, ma rilevando una condotta subalterna agli interessi economici.